# 房室传导阻滞
房室传导阻滞（atrioventricular block，AV block）又称房室阻滞，是发生在心房和心室之间的心电活动传导通路异常，使得心房激动（atrial activation）部分或完全不能传导至心室的现象。此电信号传导受损、延迟或完全不能传导可发生在房室结、希氏束及左右束支等不同部位，可导致心律失常，使得心脏不能正常收缩和泵血。
通常，心房激动是由窦房结（SA结）产生一个电信号来控制心率。信号从窦房结通过房室结（AV 结）传播到心室。在房室传导阻滞中，这一电信号要么被延迟，要么被完全阻断。当信号被完全阻断时，心室会自己产生电信号来控制心率，称室性心律。室性心律比窦性心律慢得多。
某些房室传导阻滞在某些人（例如运动员或儿童）中是生理性或良性的。其他的阻滞则是病理性或异常的，房室传导阻滞有多种病因，包括缺血、梗塞、纤维化和某些药物影响，也为心肌炎、心肌病和冠心病等的并发症。

## 分类
房室传导阻滞分为三种程度：一度、二度、三度，三度最为严重。 心电图用于区分不同类型的房室传导阻滞。然而，当从 ECG 诊断房室传导阻滞时，必须考虑是假性房室传导阻滞的可能性，这是由于隐藏的交界性早搏所致。准确诊断房室传导阻滞很重要，因为对房室传导阻滞患者放置不必要的起搏器会使症状恶化，产生并发症 。

### 一度房室传导阻滞
电信号通过房室结时，在心房和心室之间如果延搁，将会出现I 度房室传导阻滞，但此电信号的传导并不会中断 。导致在 ECG 上出现大于200毫秒的PR间隔，这也是I度房室传导阻滞的定义。此外，I度房室传导阻滞没有漏搏 。

### 二度房室传导阻滞
当心房和心室之间的电信号比一度房室传导阻滞更严重时，就会发生二度房室传导阻滞。二度房室传导阻滞的损伤导致无法传导电信号，从而导致漏搏。在二度房室传导阻滞中，P 波交替下传心室者，称为 2:1 阻滞。高度房室传导阻滞是“房室传导比例”为 3:1 或以上的阻滞，即连续 2个以上P波不能下传心室者。

#### 莫氏I型房室传导阻滞
莫氏I型房室传导阻滞的特点是房室结的进行性、但可逆的阻滞。在心电图上，可见PR间期的进行性延长，并最终导致漏搏（PR间期变得越来越长，直到最后漏搏，或一次搏动被跳过）。
有些病人没有症状；有症状的病人对治疗反应有效。莫氏I型房室传导阻滞导致心脏病发作和完全性心脏传导阻滞的风险很低。

#### 莫氏II型房室传导阻滞
莫氏II型房室传导阻滞是由浦肯野细胞突然发生的、意外的电脉冲传导失败引起的。在心电图上，PR间期在每次心搏周期是不变的，莫氏II型房室传导阻滞时，突然不能将信号传导到心室，并导致漏搏。
Mobitz II的风险和可能的影响比Mobitz I严重得多，因为它可能导致严重的心脏病发作。

### 三度房室传导阻滞
三度房室传导阻滞是所有P波均不能下传心室者，此时房室分离（atrioventricular dissociation），P波和QRS波没有任何传导关系，各传各的。

## 外部鏈接
- Second-Degree Atrioventricular Block 於 eMedicine